# Nicolae Steinhardt
 (janvier 2021).
Si vous disposez d'ouvrages ou d'articles de référence ou si vous connaissez des sites web de qualité traitant du thème abordé ici, merci de compléter l'article en donnant les références utiles à sa vérifiabilité et en les liant à la section « Notes et références ».
Pour les articles homonymes, voir Steinhardt.
Nicolae Steinhardt est un écrivain, traducteur et journaliste roumain du 20eme siècles portant le nom de plume de Antisthius.

## Biographie

### Jeunesse et études
Nicu-Aurelian Steinhardt naît le 12 juillet 1912 à Pantelimon, petite commune de la périphérie de Bucarest, dans une famille juive roumaine.
De 1919 à 1929, il étudie à l'école primaire et poursuit ses études secondaires au lycée Spiru Haret de Bucarest, où il a comme collègue aîné Constantin Noica qui, plus tard, jouera un rôle capital dans sa vie.
En 1932, il obtient une Licence en droit à l'université de Bucarest, suivie, en 1936 d'un doctorat en droit constitutionnel.

### Carrière
De 1936 à 1939, il voyage en Suisse, en Autriche, en France et en Angleterre.
En 1940, il collabore par de nombreux articles et essais à la Revue des Fondations Royales.
De 1940 à 1944, il est écarté de la Revue des Fondations Royales dans le cadre des persécutions antisémites.
De 1944 à 1948, période de l'installation, avec l'appui de l'Armée rouge, de la dictature communiste en Roumanie, Nicolae Steinhardt retrouve son poste à la Revue des Fondations Royales sous le règne du roi Michel 1er et continue à collaborer comme critique littéraire dans les revues encore autorisées.
De 1948 à 1953, Steinhardt refuse toute collaboration avec un régime politique qu'il considére illégitime. Il est par conséquent interdit de publication. Il vit d'expédients et de menus travaux. Dans une atmosphère d'oppression politique et de semi-clandestinité, il fréquente l'élite intellectuelle roumaine et se lie d'amitié avec Constantin Noica, ancien éditeur de Buna Vestire, le bulletin officiel de la Garde de fer, Alexandru Paleologu, Paul Simionescu, Virgil Cândea, Dinu Pillat, Sergiu Al-George.
En 1959, ses amis le philosophe Constantin Noica, Dinu Pillat et Alexandru Paleologu sont arrêtés et emprisonnés pour « complot contre l'ordre socialiste, attitudes et mentalités contre-révolutionnaires, écrits subversifs ».
Le 1er janvier 1960, il est interrogé par la Securitate (police politique roumaine). Nicolae Steinhardt refuse le rôle qu'on lui propose : dénoncer ses amis et être le témoin de l'accusation. Accusé d'être, comme ses relations, un "mystico-légionnaire", il est donc à son tour emprisonné et condamné à treize ans de travaux forcés pour "crime contre l'ordre social".
Le 15 mars 1960, il est incarcéré dans la prison de Jilava. Il demande au hiéromoine Mina Dobzeu, détenu politique comme lui, de le baptiser. Steinhardt a comme témoins cinq codétenus : deux prêtres catholiques, deux prêtres uniates et un pasteur protestant. Son parrain, lors de cette cérémonie, est Emanuel Vidrascu, le chef de cabinet de l'ancien vice-premier ministre fasciste Mihai Antonescu.
En 1964, Nicolae Steinhardt, comme de nombreux autres détenus politiques, est libéré dans le cadre d'une amnistie.
De 1964 à 1969, Nicolae Steinhardt refuse toute collaboration avec le régime communiste, préférant une vie de marginal à la limite de la misère et de la famine. Avec l'aide de ses amis il obtient toutefois quelques contrats de traduction d'auteurs anglais : James Barlow, David Storey, Rudyard Kipling.
En 1970, il rédige la première version du Journal de la Félicité dont le manuscrit lui sera confisqué par la Securitate. Steinhardt le réécrit, dans une version encore plus ample, celle qui sera d'abord lue à Radio Europe Libre, et ensuite publiée, après sa mort et après l'effondrement du communisme.
En 1980, Steinhardt prononce ses vœux et devient moine au monastère de Rohia. Il reçoit comme obédience la mise en ordre de la bibliothèque du monastère.
De 1980 à 1989, Steinhardt publie de nombreux essais de critique littéraire. Sa notoriété croît ainsi que le cénacle d'étuduants qui l'entoure, composé d'écrivains et de poètes. Le monastère de Rohia est mis à sac à plusieurs reprises par la Securitate qui est à la recherche de manuscrits de Steinhardt et des livres reçus de France avec les dédicaces de ses amis lointains : Emil Cioran, Mircea Eliade, Eugène Ionesco.
Il meurt le 30 mars 1989 à l'hôpital de Baia Mare.
En 2017, Nicolae Steinhardt est élu à titre posthume membre de l'Académie roumaine.

### Moine et écrivain
Steinhardt a beaucoup écrit, malgré les interdictions du régime communiste, en dépit des dangers, en prenant et en assumant le risque d'être à nouveau emprisonné lui, ainsi que ses amis et ses frères moines qui l'aidaient à mettre ses manuscrits à l'abri de la toute puissante police politique. À première vue, son œuvre peut sembler disparate - des essais, des articles, de la critique littéraire, des entretiens. C'est en effet une œuvre qui a été écrite dans des temps et des conditions particulièrement sombres. Deux livres majeurs s'imposent : Le Journal de la félicité et Donne et tu recevras.
Dans Le Journal de la félicité, outre ses souvenirs carcéraux, Steinhardt expose sa vision traditionaliste et créationniste de la religion, en insistant sur le fait que l'homosexualité est un "péché" et en niant le principe de l'évolution des espèces vivantes, qu'il assimile à "la persistance du hasard" en ignorant les mécanismes de la sélection naturelle. Il affirme ainsi que "Ceux qui croient que l’homme descend du singe, descendent effectivement du singe et forment une race à part, extérieure à la race des hommes que Dieu a créés, qui croient et savent que Dieu les a créés." Il s'attache également à essayer de démontrer la supériorité du christianisme sur l'athéisme ou sur d'autres religions comme le bouddhisme, qui n'offre selon lui que "le renoncement". Il dénonce aussi les "démocrates qui exigent les pleins droits pour des auteurs immoraux au nom de la liberté d'expression".
Pour Michel Simion, rédacteur de la préface de l'édition française de Donne et tu recevras, Le Journal de la félicité constitue une ample vision du monde, un vrai Weltanschauung où on trouve, entre autres, des considérations sur la Révolution française, sur Freud, sur Madame Bovary, sur la physique quantique, sur le phénomène hippie. Ses propos sur l'homosexualité comme "péché" peuvent étonner aujourd'hui, mais Steinhardt est dans son rôle de chrétien orthodoxe qui, avant de juger, fait toujours appel à la compassion, à la prière et au pardon du pécheur. Pour Nicolae Steinhardt, la supériorité du christianisme, religion de souffrance, sur l'athéisme ou sur d'autres religions est indéniable.
Pour Michel Simion, Le journal de la Félicité est aussi "un cheminement vers la félicité, une œuvre, à ranger à côté de Souvenirs de la maison des morts de Dostoïevski ou du Premier cercle de Soljenitsyne".
Selon Olivier Clément, rédacteur de la préface de l'édition française du Journal de la Félicité, cet ouvrage est un « immense témoignage spirituel, sans préméditation, sans ordre, un peu comme pour Les Pensées de Pascal ». Il souligne : « Pour Steinhardt comme pour toute la grande tradition orthodoxe, Dieu est innocent. Il s'efface pour que nous trouvions l'espace de notre liberté. Le mal est notre création - et celle de "l'adversaire". La Croix seule, et le mystère du Dieu souffrant - Théos paschôn disent les Pères - peuvent nous libérer. »
Donne et tu recevras est un recueil d'homélies, qui ont été prononcées à l'ambon de l'église du Monastère de Rohia, entre 1980 et 1989. Ce sont, selon l'auteur de la préface Michel Simion, de "véritables leçons de théologie et de vie, impressionnantes par l'immense érudition de l'auteur", qui fait appel aux Pères de l'Église, à saint Ephrem, à Saint Jean Chrysostome et à saint Seraphin de Sarov, mais aussi à ses références littéraires : Pascal, Kierkegaard, Dostoïevski, Papini, Freud, Cioran, Cervantes, Mircea Eliade. Ces homélies mélangent à la fois un style oral, populaire, argotique et parfois provoquant, avec des incursions dans la patristique et dans la théologie des dogmes.

## Publications
- N. Steinhardt et Emanuel Neuman, Essai sur la conception catholique du judaïsme, 1935
- N. Steinhardt et Emanuel Neuman, Illusion et réalités juives, 1937
- N. Steinhardt, Incertitudini literare, Cluj-Napoca, Editura Dacia, coll. « Colecția Discobolul », 1980
- (ro) N. Steinhardt, Geo Bogza, un poet al Efectelor, Exaltării, Grandiosului, Solemnității, Exuberanței și Patetismului, București, Editura Albatros, 1982
- (ro) N. Steinhardt, Critică la persoana întîi, Cluj-Napoca, Editura Dacia, 1983
- (ro) N. Steinhardt, Escale în timp și spațiu, sau Dincolo și dincolo de texte, Editura Cartea Românească, 1987
- (ro) N. Steinhardt, Prin alții spre sine. Eseuri vechi și noi, Bucarest, Editura Eminescu, coll. « Biblioteca Eminescu », 1988
- (ro) N. Steinhardt, Jurnalul fericirii, Cluj-Napoca, Editura Dacia, 1991Multiples rééditions, ISBN de l'édition de 1994  (ISBN 973-35-0364-9)
- (ro) N. Steinhardt et Monahul Nicolae De La Rohia, Dăruind vei dobîndi - Cuvinte de credință, Baia Mare, Editura Episcopiei Ortodoxe Române a Maramureșului și Sătmarului, 1992
- (ro) N. Steinhardt, În genul... tinerilor, Editura PAN, 1993 (ISBN 973-95708-6-0)Édition originale : (ro) Antisthius, În genul... tinerilor, București, Editura Cultura Poporului, 1934
- (ro) N. Steinhardt, Cartea împărtășirii, Cluj, Biblioteca Apostrof, 1995 (ISBN 973-96825-3-7)
- (ro) N. Steinhardt, Călătoria unui fiu risipitor, Editura Adonai, 1995 (ISBN 973-97030-3-8)
- (ro) N. Steinhardt (Antisthius), În genul lui Cioran, Noica, Eliade..., Bucarest, Editura Humanitas, 1996 (ISBN 973-28-0655-9)Réédition de : (ro) Antisthius, În genul...tinerilor, 1934
- (ro) Zaharia Sângeorzan, Monahul de la Rohia - Nicolae Steinhardt răspunde la 365 de întrebări, București, Editura Humanitas, coll. « Memorii/Jurnale/Convorbiri », 1998 (ISBN 973-28-0896-9)Première édition par le magazine Literator, Bucarest, 1992, réédition en 2003,  (ISBN 973-50-0662-6)
- (ro) N. Steinhardt, Ispita lecturii, Cluj-Napoca, Editura Dacia, coll. « Discobolul », 2000 (ISBN 973-35-1025-4)
- (ro) N. Steinhardt et Ioan Pintea, Primejdia mărturisirii, Cluj-Napoca, Editura Dacia, coll. « Homo religiosus », 2000, III-a éd. (1re éd. 1993) (ISBN 973-35-0994-9)
- (ro) N. Steinhardt, Drumul către isihie, Cluj-Napoca, Editura Dacia, coll. « Discobolul”), ediția a doua », 2001 (1re éd. 1999) (ISBN 973-35-0993-0)
- (ro) N. Steinhardt, Dumnezeu în care spui că nu crezi... (Scrisori către Virgil Ierunca: 1967-1983), Editura Humanitas, București, 2000.
- (ro) N. Steinhardt, Eu însumi și alți câțiva (eseuri noi și vechi), Cluj-Napoca, Editura Dacia, coll. « Discobolul », 2001 (ISBN 973-35-1182-X)

### Publications traduites en français
- N. Steinhardt (trad. du roumain par Marily le Nir, préf. Olivier Clément), Journal de la Félicité, Paris 1995, Editions Arcantère (ISBN 2-86829-070-1)
- N. Steinhardt (trad. du roumain par Michel Simion, préf. Michel Simion), Donne et tu recevras - Paroles de foi, Limours, Edition Apostolia, 2017 (ISBN 979-10-97454-00-5)